# Plebicula atrata
Plebicula atrata är en fjärilsart som beskrevs av Loritz 1948. Plebicula atrata ingår i släktet Plebicula och familjen juvelvingar. Inga underarter finns listade i Catalogue of Life.